# 150D号联邦公路
150D号联邦公路（西班牙語：Carretera Federal 150D），又称普埃布拉－科爾多瓦高速公路（西班牙語：Autopista Puebla - Córdoba）、墨西哥城－韦拉克鲁斯高速公路（西班牙語：Autopista Ciudad de México - Veracruz），是墨西哥境内的一条公路，为该国公路系统中平行于150号联邦公路的收费公路。该公路起点位于首都墨西哥城，途径墨西哥州、普埃布拉州、特拉斯卡拉州及韦拉克鲁斯州，止于墨西哥湾沿岸的重要港口城市韦拉克鲁斯，全长397公里。150D号联邦公路始建于20世纪50年代，为应对中部首都地区和墨西哥湾地区间既有公路运力不足、严重拥堵的情况而修建。

## 建设历程
20世纪50年代以前，自墨西哥湾区至首都墨西哥城行车主要依靠原墨西哥城-普埃布拉公路及普埃布拉-特瓦坎公路通行。随着城市的建设发展，原墨西哥城-普埃布拉公路通过普埃布拉市区的部分成为城市主干道，行至此段的车辆均需穿城而过，交通负荷日益加剧。此外，位于墨西哥城及韦拉克鲁斯间的两处山脉区域——柯尔特斯小径及东玛德雷山脉经常在雨季时出现山体滑坡，造成道路阻断，成为两地间通行的巨大障碍。在这种背景下，墨西哥交通部规划了一条连接两地的高等级公路，并于50年代末启动建设。1962年5月5日，适逢普埃布拉战役100周年纪念日，150D号联邦公路正式通车。
2013年至2016年间，该公路墨西哥城段进行了一系列的拓宽及扩容工程，包括拓宽原有6车道至12车道、重建南5、南6干道上跨桥、替换老旧的人行天桥等工程。经过扩容，目前该公路在本段车速自原有60km/h提至最高100km/h，同时改善了闹市区段行车危险的状况。
2016年10月，位于普埃布拉市境内的环城路高架桥正式通车，进一步提升了该公路在普埃布拉过境的通行能力。

## 分段
根据墨西哥交通部及联邦道路桥梁管理局发布的《墨西哥公路数据报告（2020年版）》，该公路分为5个区段：
1) 墨西哥城-普埃布拉段，全长124.9公里；
2) 普埃布拉-阿卡钦戈段，全长47.1公里；
3) 阿卡钦戈-门多萨城段，全长95.3公里；
4) 门多萨城-科尔多瓦段，全长32.47公里；
5) 科尔多瓦-韦拉克鲁斯段，全长98公里。
普埃布拉环城路高架桥为本公路中唯一未由墨西哥交通部及联邦道路桥梁管理局管理收费的路段，该区段由普埃布拉州政府及私人资本设立的合资公司进行运营。

## 走向

### 墨西哥城
150D号联邦公路起自墨西哥城城东汽车总站（TAPO）外的伊格纳西奥·萨拉戈萨大道，向东南方向下穿航空港大道（墨西哥城内环路）后，与皮埃达河高架路、丘鲁武思科大道交汇，开始与进入地上段的墨西哥城地铁A线并行。此段该公路穿越墨西哥城伊斯塔卡尔科区及伊斯塔帕拉帕区，下穿墨西哥城外环路、通讯大道、奎拉陶大道及奥克塔维奥·帕斯大道等道路，至地铁圣玛尔塔站附近分出190号联邦公路，并在该处与南10干道交汇口之间成为墨西哥城及墨西哥州界线。
墨西哥城段全长约19公里。

### 墨西哥州
自南10干道交汇口后，150D号联邦公路进入墨西哥州境内，途径查尔科镇、查尔科市及伊斯塔帕卢卡市。在查尔科镇段该公路下穿德尔·玛索大道及埃米利亚诺·萨帕塔大道，交汇处桥梁因其涂色而被当地人称为“红桥”及“白桥”。在查尔科市以北该公路与115号、57D号联邦公路交汇，设有圣马科斯收费站。随后，公路进入伊斯塔西瓦特尔-波波卡特佩克火山区域，为该公路途径的第一个山区连续弯道路段；在里奥福利奥-德华雷斯镇附近该公路短暂成为墨西哥州及普埃布拉州的界线。
墨西哥州段全长约46.5公里。

### 普埃布拉州

#### 圣丽塔特拉瓦潘-韦霍钦戈段
该公路通过里奥福利奥-德华雷斯镇后进入普埃布拉州，途径圣丽塔特拉瓦潘等地后在圣马丁特斯梅卢坎市分别与117号、M40D号联邦公路（墨西哥城北环线）交汇；在韦霍钦戈市境内有前往普埃布拉国际机场的连接线与之相交，随后进入特拉斯卡拉州境内。该段全长约41.6公里。

#### 韦霍钦戈-埃斯佩兰萨段
公路再次进入普埃布拉州境内后途径圣米格尔霍斯特拉镇，设一互通与普埃布拉环城路、119D号联邦公路交汇，该处也是环城路高架桥的起点；向前经桑科托鲁姆村至赛尔丹兄弟大道交汇口，公路开始进入普埃布拉市市区。在此段，150D联邦公路先后与119号联邦公路、121号联邦公路、卡门·赛尔丹大道相接，至库奥赫特莫克体育场处分出150号联邦公路，同时环城路高架桥在此设置终点收费站。
公路向东再次与普埃布拉环城路交汇后，分出140D号联邦公路，为前往韦拉克鲁斯市的北线（哈拉帕方向）；在阿莫索克市与129号联邦公路汇合，设有同名收费站。阿莫索克-埃斯佩兰萨段间有多处互通立交桥，连接周边的阿卡钦戈、特卡马查尔科、塞尔丹城等地，及包括140号、135D号、144号联邦公路及395号州级公路等在内的各等级道路。
通过埃斯佩兰萨收费站后约5公里，公路在博卡-德蒙特附近分成两支，进入韦拉克鲁斯州。
该段全长约160.5公里。

### 特拉斯卡拉州
150D号联邦公路短暂通过特拉斯卡拉州南部，通过段长约2.4公里，行政上属该州那提维塔市管辖。

### 韦拉克鲁斯州
该公路进入韦拉克鲁斯州境内后分为南北上下行两支，蜿蜒穿越东玛德雷山脉主脉的玛尔特拉塔群峰区域，地势急剧下降，也是本公路最危险的一段。韦拉克鲁斯方向一支设有4个隧道，而墨西哥城方向则没有设置隧道。
通过重岭区域后，公路上下行重合，进入海拔较低的奥里萨巴山谷，设置了数个出口连接周边的门多萨城、诺加雷斯、里奥布兰科及奥里萨巴等地，与150号联邦公路两度相汇。连接南部山区的123号联邦公路在奥里萨巴城南与该公路互通。随后该公路通过福廷镇，设置一同名收费站，向东南过境科尔多瓦市后至奎特拉瓦克出东玛德雷山区，以保持直线的走向行至拉蒂娜哈分出前往阿卡尤坎的145D号联邦公路；之后转向东北，行至韦拉克鲁斯城以南的帕索-德多罗与180号联邦公路交汇并设置收费站，最终在雷亚尔湖处汇入米格尔阿雷曼大道。
该段全长约159公里。